# Korčanski okrug
Korčanski okrug (albanski: Qarku i Korçës) je jedan od 12 okruga u Albaniji. Glavni grad okruga je Korçë.
Sastoji se od sljedećih distrikata:
- Devollski distrikt
- Kolonješki distrikt
- Korčanski distrikt
- Pogradečki distrikt

S istoka, okrug graniči sa Sjevernom Makedonijom (na sjeveroistoku) i Grčkom (na jugoistoku). Unutar Albanije, Korčanski okrug graniči sa sljedećim okruzima:
- Elbasanski okrug: sjeverozapad
- Beratski okrug: zapad
- Gjirokastërski okrug: jugozapad